# Carl Wieman
Carl Edwin Wieman (* 26. března 1951) je americký fyzik na University of British Columbia, který v roce 1995 spolu s Ericem Cornellem vyrobil první Boseho-Einsteinův kondenzát. Za to v roce 2001 získali ještě s Wolfgangem Ketterlem Nobelovu cenu za fyziku.

## Život
Narodil se v Corvallisu v Oregonu a vystudoval Corvallis High School. V roce 1973 získal B.S. (Bachelor of Science - bakalář věd) na MIT a na Stanfordově univerzitě v roce 1977 doktor fyziky; také v roce 1997 získal titul doktor věd honoris causa od University of Chicago. V roce 1998 získal Lorentzovu medaili. V roce 2004 byl oceněn jako nejlepší profesor Spojených států roku ze všech univerzit.
1. února 2007 začal pracovat na University of British Columbia, ale na University of Colorado at Boulder má stále dvacetiprocentní úvazek. 
V posledních několika letech se aktivně snaží zlepšovat výuku vědních oborů.

## Vybrané publikace
- (anglicky) DONLEY, Elizabeth A., Neil R. Claussen; Simon L. Cornish; Jacob L. Roberts; Eric A. Cornell; Carl E. Wieman. Dynamics of Collapsing and Exploding Bose−Einstein Condensates. Nature. 2001-07-19, roč. 412, čís. 6844, s. 295–299. Dostupné online. doi:10.1038/35085500. PMID 11460153.
- (anglicky) WALKER, Thad, David Sesko and Carl Wieman. Collective Behavior of Optically Trapped Neutral Atoms. Phys. Rev. Lett.. 1990, roč. 64, čís. 4, s. 408–411. doi:10.1103/PhysRevLett.64.408. PMID 10041972.
- (anglicky) TANNER, Carol E., Carl Wieman. Precision Measurement of the Hyperfine Structure of the 133Cs 6P3/2 State. Phys. Rev. A. 1988, roč. 38, čís. 3, s. 1616–1617. doi:10.1103/PhysRevA.38.1616. PMID 9900545.